# المراقب الروماني
صحيفة المراقب الروماني (بالإيطالية: L'Osservatore Romano)‏ هي صحيفة أسسها البابا بيوس التاسع عام 1861، وهي صحيفة يومية تسجل أعمال البابا وتنشر مواقف الكرسي الرسولي، وكانت تصدر أول الأمر باللغة الإيطالية فقط، ثم أصبحت تصدر بعدة لغات منها الفرنسية والإنكليزية عام 1968 والإسبانية عام 1969 والبرتغالية عام 1970 والألمانية عام 1971 والبولندية عام 1980، والنسخة البولندية تصدر شهريًا فقط.